# Lawa (album)
Lawa – pierwszy album polskiej grupy muzycznej Sixteen, wydany w 1997 roku przez wytwórnię płytową PolyGram Polska. Album zawiera 12 utworów, w tym jeden specjalny, bonusowy utwór „To takie proste”, z którym to zespół reprezentował Polskę na 43. Konkursie Piosenki Eurowizji w Birmingham, gdzie zajął 17 miejsce. 
Album uzyskał status platynowej płyty, sprzedając się w ponad 100 tysiącach egzemplarzy.

## Lista utworów
Opracowano na podstawie materiału źródłowego.
1. „Jeszcze szumi czerwone wino” – 2:58
2. „Nie warto dłużej” – 4:23
3. „Kabriolet” – 3:33
4. „Spadające myśli” – 3:54
5. „Imię strachu” – 3:32
6. „Obudź we mnie Wenus” – 3:46
7. „Twoja lawa” – 3:25
8. „Za wiele szczęścia” – 4:21
9. „Niemy film” – 4:33
10. „Niewygodni” – 4:40
11. „Przebacz, że to nie Ty” – 4:11
12. „To takie proste” – 2:54